# Proruaca recurrens
Proruaca recurrens är en fjärilsart som beskrevs av George Francis Hampson 1902. Proruaca recurrens ingår i släktet Proruaca och familjen nattflyn. Inga underarter finns listade i Catalogue of Life.